# Contea di Plymouth (Massachusetts)
La contea di Plymouth, Plymouth County in inglese, è una contea dello Stato del Massachusetts negli Stati Uniti d'America. La contea, posta nella parte orientale dello Stato, ha due capoluoghi: Plymouth e Brockton.
La popolazione al censimento del 2000 era di 472 822 abitanti, 498 344 secondo una stima del 2009.

## Geografia fisica
Confina a nord-ovest con la contea di Norfolk, a nord con l'enclave di Cohasset della contea di Norfolk e si affaccia sulla baia del Massachusetts. Ad est si affaccia sull'Oceano Atlantico, sulla baia di Cape Cod, a sud confina con la contea di Barnstable e si affaccia sulla baia di Buzzards, ad ovest confina con la contea di Bristol.
Il territorio è pianeggiante. Numerosi sono i laghi e gli stagni. I maggiori per estensione sono posti ad ovest: Assawompsett Pond, Long Pond, Quittacas Pond e Snipatuit Pond. Le coste hanno ampie spiagge.
La città maggiore è Brockton, posta nel nord-ovest. Sulla costa orientale sorge la storica città di Plymouth, posta sulla baia omonima, e fondata dai puritani sbarcati dalla Mayflower nel 1620. Entrambe le città di Plymouth e Brockton hanno lo status di capoluogo di contea. Altri centri turistici per il loro valore storico-culturale sono: Marshfield, Hingham, Duxbury, e Scituate.

## Storia
La contea fu creata nel giugno del 1685 dalla colonia di Plymouth.

## Comuni
- Abington - town
- Bridgewater - city
- Brockton - city
- Carver - town
- Duxbury - town
- East Bridgewater - town
- Halifax - town
- Hanover - town
- Hanson - town
- Hingham - town
- Hull - town
- Kingston - town
- Lakeville - town
- Marion - town

- Marshfield - town
- Mattapoisett - town
- Middleborough - town
- Norwell - town
- Pembroke - town
- Plymouth - town
- Plympton - town
- Rochester - town
- Rockland - town
- Scituate - town
- Wareham - town
- West Bridgewater - town
- Whitman - town

### Census-designated place
- Cedar Crest - nel territorio di Duxbury
- South Duxbury - nel territorio di Duxbury
- North Lakeville - nel territorio di Lakeville
- Marion Center - nel territorio di Marion
- Green Harbor - nel territorio di Marshfield
- Marshfield Hills - nel territorio di Marshfield
- Mattapoisett Center - nel territorio di Mattapoisett
- Middleborough Center - nel territorio di Middleborough
- North Pembroke - nel territorio di Pembroke

- North Plymouth - nel territorio di Plymouth
- Plymouth Center - nel territorio di Plymouth
- White Island Shores - nel territorio di Plymouth
- North Scituate - nel territorio di Scituate
- Onset - nel territorio di Wareham
- Wareham Center - nel territorio di Wareham
- West Wareham - nel territorio di Wareham
- Weweantic - nel territorio di Wareham